# Fire Force
Fire Force (jap. 炎炎ノ消防隊 En’en no shōbōtai) – manga autorstwa Atsushiego Ōkubo, publikowana w czasopiśmie „Shūkan Shōnen Magazine” wydawnictwa Kōdansha od września 2015 do lutego 2022. Całość została zebrana w 34 tomach. W Polsce manga jest wydawana przez Waneko.
Na jej podstawie powstała adaptacja w formie anime wyprodukowana przez studio David Production, która emitowana była od lipca do grudnia 2019. Drugi sezon emitowano od lipca do grudnia 2020, natomiast trzeci i ostatni sezon został podzielony na dwie części, przy czym pierwsza z nich miała premierę w kwietniu 2025, a druga zostanie wydana w styczniu 2026.

## Fabuła
„Ludzki zapłon” to zjawisko, w wyniku którego ludzie zmieniają się w tzw. „Płomiennych” (jap. 焰ビト Homura Bito) – niebezpieczne istoty posiadające moce władania ogniem. Na ratunek przybywają Specjalne Siły Przeciwpożarowe – wyspecjalizowane sekcje strażaków, które również potrafią używać płomieni w walce z przeciwnikami.
Młodym strażakiem sekcji ósmej jest główny bohater – nazywany „diabłem” Shinra Kusakabe, posiadający umiejętność nadania swoim stopom płomieni. Shinra stracił swoją rodzinę w pożarze i obrał sobie za cel stanie się bohaterem mogącym obronić wszystkich. Shinra dołącza do reszty Sekcji Ósmej, aby pokonać kolejnych Wojowników Płomienia i odkrywa, że Siły Pożarnicze skrywają mroczny sekret.

## Manga
Manga Fire Force została stworzona przez Atsushiego Ōkubo; jej pierwszy rozdział ukazał się w czasopiśmie „Shūkan Shōnen Magazine” wydawnictwa Kōdansha 23 września 2015.
W wywiadzie przeprowadzonym w lipcu 2019 autor powiedział, że seria została zaplanowana na 30 tomów, ale jeśli nastąpiłaby jakaś zmiana w tej kwestii, fabuła mogłaby zostać rozciągnięta do maksymalnie 50 tomów. W październiku 2021 autor za pośrednictwem „Shūkan Shōnen Magazine” ujawnił, że manga wkroczyła w swoją finałową fazę. W 2022 roku w 11. numerze czasopisma „Shūkan Shōnen Magazine” ogłoszono, że ostatni rozdział ukaże się 22 lutego 2022. Rozdziały mangi zostały zebrane i opublikowane w formie tomików. Pierwszy tom ukazał się 17 lutego 2013, natomiast ostatni, 34. tom, wydano 17 maja 2022.
W Polsce manga jest wydawana przez Waneko od 13 grudnia 2019.
W styczniu 2018 podano, że manga w Japonii wydrukowana została w 1,8 miliona egzemplarzy. Na początku 2022 roku podano, że wydrukowano 17 milionów egzemplarzy mangi na świecie.

## Anime
13 listopada 2018 ogłoszono adaptację w formie telewizyjnego serialu anime, który został wyprodukowany przez studio David Production. Reżyserią zajął się Yuki Yase, za scenariusze odpowiedzialny był Yamato Haijima, projekty postaci przygotował Hideyuki Morioka, a muzykę skomponował Kenichirō Suehiro. Seria składa się z 24 odcinków. Anime było emitowane od 6 lipca do 28 grudnia 2019 na kanałach MBS i TBS. Z powodu pożaru w studiu Kyoto Animation do którego doszło 18 lipca 2019, premiera odcinka trzeciego, pierwotnie zaplanowanego na 19 lipca, została przesunięta na 26 lipca 2019.
W grudniu 2019 zapowiedziano powstawanie drugiego sezonu anime. Tatsuma Minamikawa zastąpił Yukiego Yase na stanowisku reżysera. Emisja drugiego sezonu rozpoczęła się 4 lipca i zakończyła 12 grudnia 2020, licząc 24 odcinki.
Trzeci sezon ogłoszono w maju 2022. W lipcu 2024 podczas Anime Expo poinformowano, że sezon ten będzie ostatnim i zostanie podzielony na dwie części. Emisja pierwszej rozpoczęła się 5 kwietnia i zakończyła 21 czerwca 2025, natomiast premiera drugiej zaplanowana jest na styczeń 2026.
Prawa do streamingu serii nabyło Funimation. Po przejęciu Crunchyroll przez Sony, seria została przeniesiona do tegoż serwisu.

### Ścieżka dźwiękowa
Muzyka pierwszego sezonu została wydana w formie albumu 11 grudnia 2019. Ścieżka dźwiękowa drugiego sezonu ukazała się 24 lutego 2021.
| Seria          | Odcinki  | Tytuł                          | Twórcy                            | Źródło   |
| Czołówka       | Czołówka | Czołówka                       | Czołówka                          | Czołówka |
| -------------- | -------- | ------------------------------ | --------------------------------- | -------- |
| 1              | 1–14     | „Inferno” (jap. インフェルノ)  | Mrs. Green Apple                  | [ 32 ]   |
| 1              | 15–24    | „MAYDAY”                       | Coldrain feat. Ryo z Crystal Lake | [ 33 ]   |
| 2              | 1–13     | „SPARK-AGAIN”                  | Aimer                             | [ 23 ]   |
| 2              | 14–24    | „Torch of Liberty”             | KANA-BOON                         | [ 34 ]   |
| 3              | 1–12     | „Tsuyobi” (jap. 強火)          | Queen Bee                         | [ 26 ]   |
| Napisy końcowe |          |                                |                                   |          |
| 1              | 1–14     | „veil”                         | Keina Suda                        | [ 35 ]   |
| 1              | 15–24    | „Nо̄nai” (jap. 脳内)            | Lenny code fiction                | [ 36 ]   |
| 2              | 1–13     | „ID”                           | Cidergirl                         | [ 37 ]   |
| 2              | 14–23    | „Desire”                       | PELICAN FANCLUB                   | [ 34 ]   |
| 3              | 1–12     | „Urusiren” (jap. ウルサイレン) | Umeda Cypher                      | [ 38 ]   |